# 뉴스 오브 더 월드

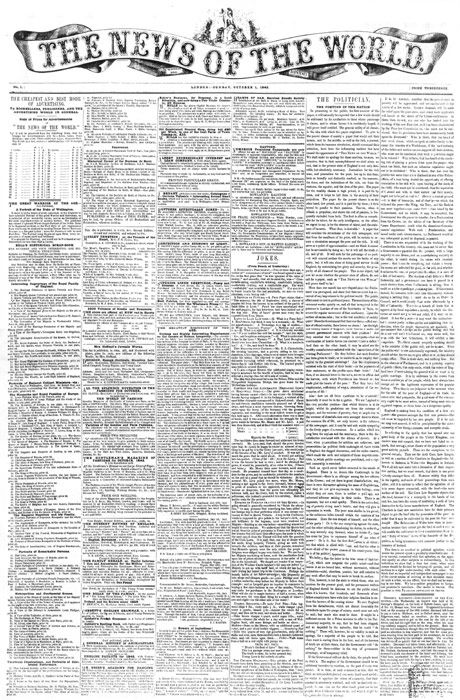

뉴스 오브 더 월드(News of the World)는 영국의 신문으로, 1843년 10월 1일 창간되었으며, 2011년 7월 10일 폐간되었다.

## 같이 보기
- 리베카 브룩스